# Larrea (Alava)
Pour les articles homonymes, voir Larrea (homonymie).

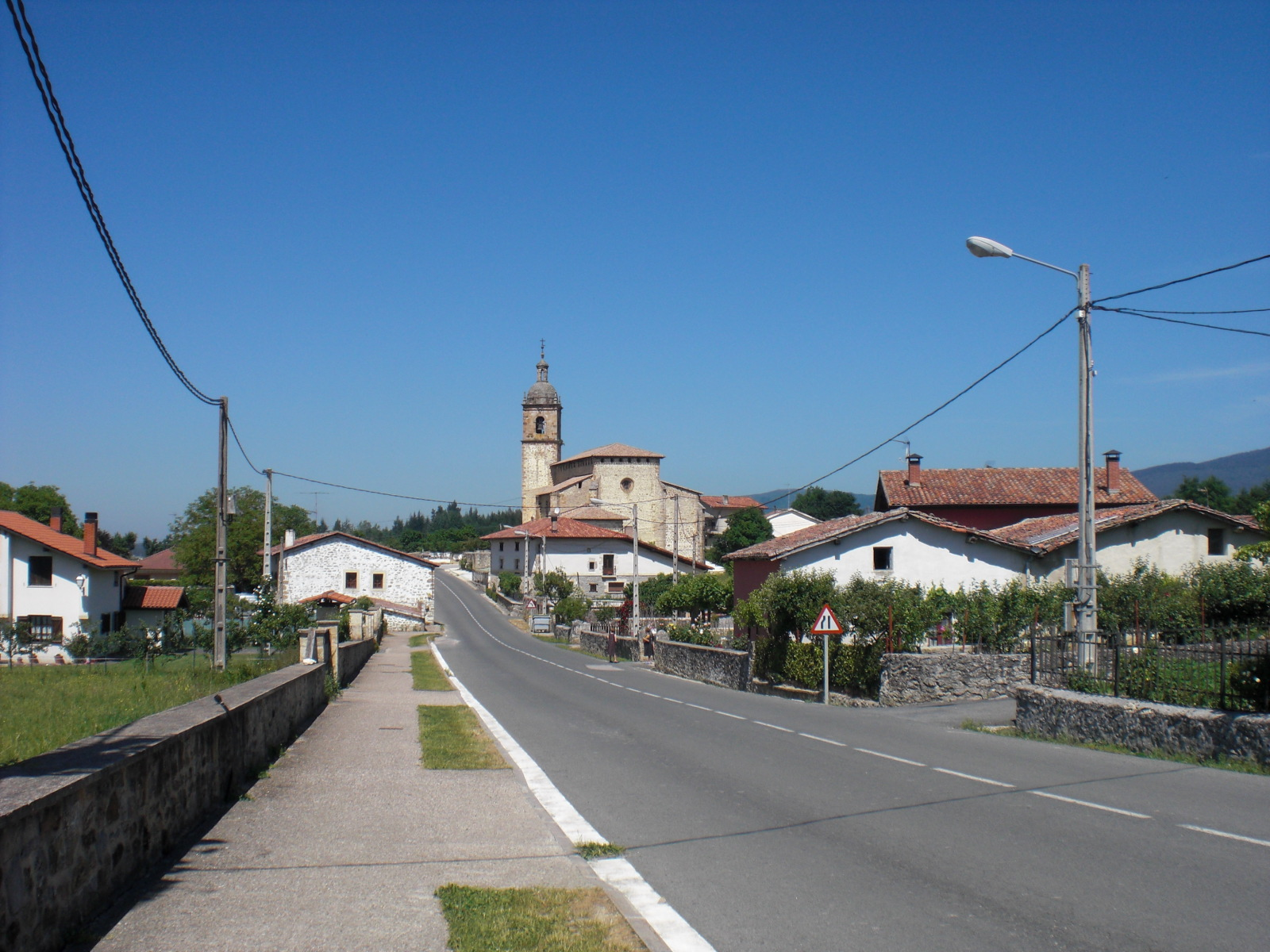
Larrea

Larrea est une commune ou contrée de la municipalité de Barrundia dans la province d'Alava dans la Communauté autonome basque (Espagne).